# Bernard de Traux de Wardin
Bernard Louis Marie Ghislain graaf de Traux de Wardin (Brussel, 25 augustus 1941) is een Belgisch bestuurder en politicus.

## Levensloop
Bernard De Traux de Wardin is lid van de familie De Traux de Wardin. Hij is de oudste zoon van Jean baron de Traux de Wardin (1916-1993) en Louise gravin Cornet de Ways-Ruart (1920-2004). Zijn grootvader Henri baron de Traux de Wardin was secretaris van koningin Elisabeth. Zijn vrouw is jkvr. Mary Christiane Pastur (1946), dochter van de Belgische, in 1967 geadelde piloot en luchtvaartattaché te Londen Jacques ridder Pastur en de Britse Joan Bowling, tot 1961 laatste eigenaren van het kasteel Pastur dat het huidige gemeentehuis van Geldenaken is. Samen hebben ze zes kinderen.
Hij woont in het oude familiekasteel van Geldenaken. Dit kasteel is sinds 1840 eigendom van de familie. In 2012 won hij de Prijs Prins Alexander de Merode voor het Patrimonium, dit voor succesvolle restauratiewerken aan het kasteel na een verwoestende brand in 2000.
Namens de liberale MR was De Traux de Wardin provincieraadslid van Waals-Brabant en schepen van Geldenaken. Hij was ook voorzitter van Intercommunale Brabant Wallon (IBW). Beroepshalve was hij ook voorzitter van het directiecomité van chemiebedrijf Omnichem, dat in 2004 door de Japanse groep Ajinomoto werd overgenomen. Daarna was hij lid van het directiecomité van Omnichem.
Hij is voorzitter van de Stichting Koningin Paola. Deze stichting heeft tot doel de bevordering van integratie en vorming van jongeren, en reikt jaarlijks de Koningin Paolaprijs voor het Onderwijs uit.
Aan De Traux de Wardin werd in 2015 de erfelijke titel van graaf op allen verleend. De Traux is ridder in de Leopoldsorde sinds 8 januari 2013.